# Episodi di Unikitty! (seconda stagione)
La seconda stagione della serie animata Unikitty!, composta da 40 episodi, è stata trasmessa negli Stati Uniti, da Cartoon Network, dal 4 febbraio al 24 dicembre 2019.
In Italia è stata trasmessa su Cartoon Network.
| nº | Titolo originale          | Titolo italiano                          | Prima TV USA     | Prima TV Italia   |
| -- | ------------------------- | ---------------------------------------- | ---------------- | ----------------- |
| 1  | Pool Duel                 | Paura dell'acqua alta                    | 4 febbraio 2019  | 10 aprile 2019    |
| 2  | Tooth Trouble             | Dente cadente                            | 5 febbraio 2019  | 21 febbraio 2019  |
| 3  | This Spells Disaster      | Che scherzi sono questi?                 | 5 febbraio 2019  |                   |
| 4  | Roadtrip Ruckus           | Il viaggio fantastico                    | 6 febbraio 2019  |                   |
| 5  | Memory Amok               | Memoria fuori controllo                  | 6 febbraio 2019  | 4 aprile 2019     |
| 6  | Election Day              | Le elezioni                              | 7 febbraio 2019  | 5 aprile 2019     |
| 7  | No Sleep Sleepover        | Pigiama Party                            | 7 febbraio 2019  | 8 aprile 2019     |
| 8  | Unfairgrounds, Part 1     | Parco divertimenti folle. 1ª parte       | 8 febbraio 2019  | 19 maggio 2019    |
| 9  | Unfairgrounds, Part 2     | Parco divertimenti folle. 2ª parte       | 8 febbraio 2019  | 18 maggio 2019    |
| 10 | Kitty & Hawk              | Kitty e Falcon, due poliziotti per amici | 11 febbraio 2019 | 18 maggio 2019    |
| 11 | Camp Unikitty             | Campeggio Unikitty                       | 12 febbraio 2019 | 12 aprile 2019    |
| 12 | Hawkodile Sensei          | Falcondrillo Sensei                      | 13 febbraio 2019 | 19 maggio 2019    |
| 13 | Perfect Moment            | San Valentino                            | 14 febbraio 2019 | 15 aprile 2019    |
| 14 | P.L.O.T. Device           | Brividi di noia                          | 15 febbraio 2019 | 25 maggio 2019    |
| 15 | Who Took Toast            | Chi ha rapito Toast?                     | 18 febbraio 2019 | 26 maggio 2019    |
| 16 | Rainbow Race              | Missione arcobaleno                      | 19 febbraio 2019 | 26 maggio 2019    |
| 17 | Beep                      | Bip!                                     | 20 febbraio 2019 | 21 aprile 2019    |
| 18 | Delivery Effect           | L'effetto consegna                       | 21 febbraio 2019 | 1º giugno 2019    |
| 19 | Lazer Tag                 | Etichetta Lazer                          |                  | 22 febbraio 2019  |
| 20 | Trapped in Paradise       | Il paradiso tropicale                    | 25 febbraio 2019 | 9 novembre 2019   |
| 21 | Prank War                 | Scherzi di guerra                        | 25 febbraio 2019 | 2 aprile 2019     |
| 22 | Safety First              | La tuta protettiva                       | 26 febbraio 2019 | 9 novembre 2019   |
| 23 | Volcano                   | Il vulcano                               | 26 febbraio 2019 | 17 novembre 2019  |
| 24 | First Flight              | L'aereo più pazzo del mondo              | 27 febbraio 2019 | 10 novembre 2019  |
| 25 | Cheerleading              | La gara di cheerleading                  | 27 febbraio 2019 | 17 novembre 2019  |
| 26 | Rag Tag                   | Una squadra allo sbaraglio               | 28 febbraio 2019 | 10 novembre 2019  |
| 27 | Career Day                | L'Oca d'Oro                              | 28 febbraio 2019 | 17 novembre 2019  |
| 28 | Asteroid Blues            | Un'avventura stellare                    | 1º marzo 2019    | 16 novembre 2019  |
| 29 | The Big Trip              | La vacanza annuale                       | 1º marzo 2019    | 16 novembre 2019  |
| 30 | Late Night Talky Time     | Il programma notturno                    | 24 dicembre 2019 | 8 febbraio 2020   |
| 31 | Welcome to the Unikingdom | Benvenuti a Unilandia                    | 24 dicembre 2019 | 8 febbraio 2020   |
| 32 | Time Capsule              | La capsula del tempo                     | 24 dicembre 2019 | 9 febbraio 2020   |
| 33 | Music Videos              | I video musicali                         | 24 dicembre 2019 | 15 febbraio 2020  |
| 34 | Brock Most Wanted         | La promozione                            | 24 dicembre 2019 | 22 febbraio 2020  |
| 35 | Bedtime Stories           | Avventure tra le pagine                  | 24 dicembre 2019 | 5 settembre 2020  |
| 36 | Grown Up Stuff            | Rapina con rapimento                     | 24 dicembre 2019 | 5 settembre 2020  |
| 37 | Stop the Presses          | Il giornale di Rick                      | 24 dicembre 2019 | 6 settembre 2020  |
| 38 | Castles and Kitties       | Le regole del gioco                      | 24 dicembre 2019 | 19 settembre 2020 |
| 39 | Brain Trust               | Fuori di testa                           | 24 dicembre 2019 | 20 settembre 2020 |
| 40 | Dunklecorn                | La Sfera del sorriso                     | 24 dicembre 2019 | 9 febbraio 2020   |